# Bazar

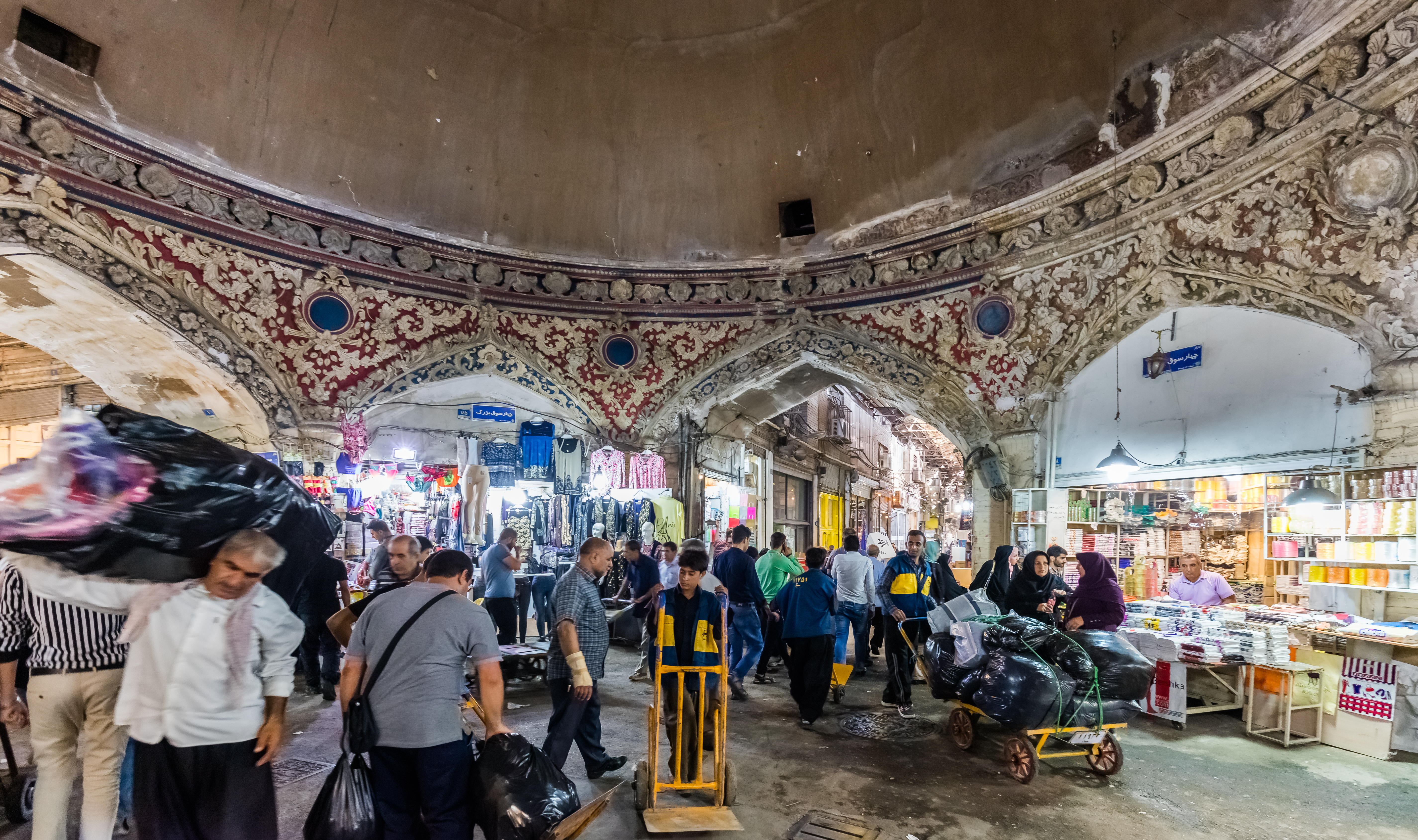
Bazar de Teherán, Irán.

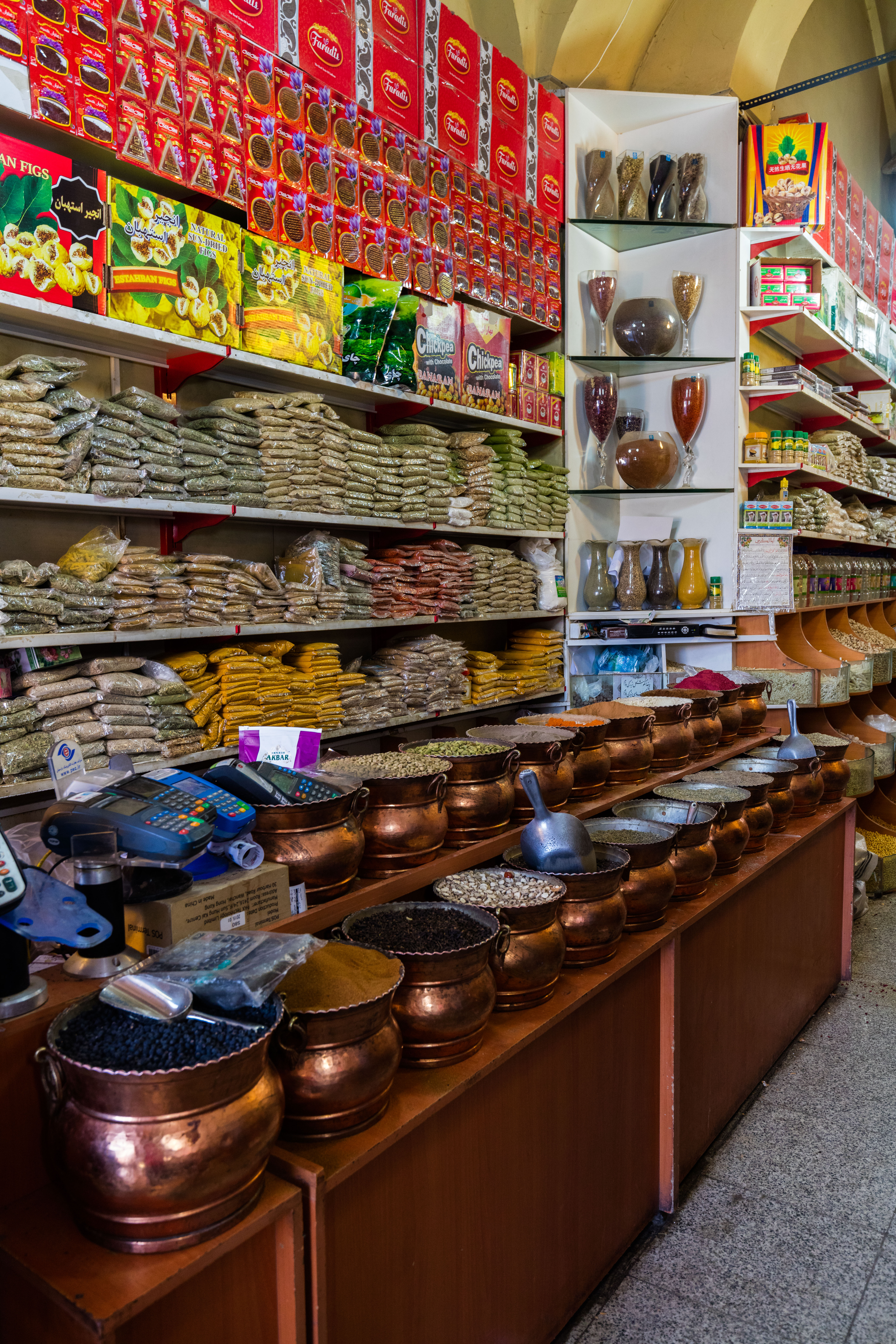
Comercio en el bazar de Kermán, Irán.

Un bazar (persa: بازار, hindi: बज़ार) es un mercado, muchas veces cubierto, típicamente encontrado en áreas de la cultura persa, hindú e islámica, análogo al árabe zoco. La palabra deriva de la palabra persa bāzār, cuya etimología viene del antiguo Dialecto pahlavi baha-char (بهاچار) que significa "el lugar de los precios".

## Historia moderna

### Bazar
Como una importante fuerza política, económica y social, el bazar ha representado una oposición contra las clases favorecidas y la élite política en Irán durante gran parte del siglo XX.
La dinastía Pahlavi consideró al bazar como un impedimento contra la sociedad moderna que deseaba crear, y trató de promulgar políticas que disminuyeran su importancia, ya que consideraban que la alianza entre las fuerzas mercantiles de los bazares y los clérigos del chiismo y el fundamentalismo islámico representaban una seria amenaza contra el gobierno imperial, tal como ocurrió en 1890 y de nuevo durante la Revolución constitucional iraní de 1905-1907. Muchos especialistas creen que el surgimiento de dicha alianza en el período 1923-1924 fue lo que convenció a Reza Shah de no establecer una república, como había hecho Atatürk en Turquía, sino una nueva dinastía basada en su propia familia.
Reza Shah reconoció el potencial poder del bazar, y aparentemente estaba determinado a controlarlo. Así como muchos de sus programas de secularización afectaron al clérigo, muchas de sus reformas económicas afectaron a los bazares. También su hijo, Mohammad Reza Pahlavi, trató de controlar la influencia sobre los bazares. Como consecuencia, el bazar mantuvo una gran oposición contra ambos Pahlavis. Durante 1978, el bazar encabezó los ataques que paralizaron algunos sectores de la economía iraní y que proporcionaron apoyo para las acciones políticas del clero chiita. En esencia, la alianza entre el bazar y el clero desempeñó un rol fundamental en los cambios políticos en Irán. 
La república islámica ha sido más atenta con el bazar de lo que lo fue la dinastía Pahlavi. Muchos de los primeros programas económicos implementados por la república han beneficiado los intereses del bazar; sin embargo, las complejidades de manejar una economía bajo el impacto de una guerra total han obligado al gobierno a adoptar políticas económicas que el bazar ha rechazado. Generalmente, los líderes del gobierno moderno han preferido variantes de la regulación del estado sobre algunos aspectos económicos como los precios de los productos básicos y el comercio exterior. Dichos aspectos han sido la causa del surgimiento de dos partes contendientes entre la élite política de Irán.

## Bazares famosos
Algunos ejemplos de grandes bazares incluyen:
- Gran Bazar de Teherán, el bazar más grande del mundo
- Gran Bazar de Estambul
- Bazar de Pozuelo, Irán
- Bazar de Tabriz, Irán
- Bazar de Kashan, Irán
- Bazar de Palika, India
- Bazar de Paharganj, India
- Bazar Anarkali en Lahore, Pakistán
- Bazar Khan el Khalili en El Cairo, Egipto
- Baščaršija en Sarajevo, Bosnia y Herzegovina